# Villiers-sur-Seine
Villiers-sur-Seine település Franciaországban, Seine-et-Marne megyében. Lakosainak száma 285 fő (2022. január 1.). Villiers-sur-Seine Courceroy, Gumery, Fontaine-Fourches, Hermé, Melz-sur-Seine és Noyen-sur-Seine községekkel határos.

## Népesség
A település népessége az elmúlt években az alábbi módon változott:
| Lakosok száma | 301  | 302  | 313  | 300  | 299  | 298  | 297  | 291  | 285  |
|               | 2013 | 2015 | 2016 | 2017 | 2018 | 2019 | 2020 | 2021 | 2022 |